# Кімура Кадзусі
Кімура Кадзусі (яп. 木村 和司, нар. 19 липня 1958, Хіросіма —) — японський футболіст, що грав на позиції півзахисника. По завершенні ігрової кар'єри — тренер.

## Клубна кар'єра
Протягом усієї професійної кар'єри, що тривала протягом 1981–1994, грав за команду «Йокогама Ф. Марінос» (до 1992 року мала назву «Ніссан Моторс»).

## Виступи за збірну
Дебютував 1979 року в офіційних матчах у складі національної збірної Японії. У формі головної команди країни зіграв 54 матчі.

### Статистика
Статистика виступів у національній збірній.
| Збірна Японії | Збірна Японії | Збірна Японії |
| Роки          | Ігри          | голи          |
| ------------- | ------------- | ------------- |
| 1979          | 3             | 0             |
| 1980          | 9             | 4             |
| 1981          | 1             | 0             |
| 1982          | 8             | 1             |
| 1983          | 10            | 8             |
| 1984          | 7             | 4             |
| 1985          | 10            | 7             |
| 1986          | 6             | 2             |
| Усього        | 54            | 26            |

## Кар'єра тренера
Розпочав тренерську кар'єру, повернувшись до футболу після тривалої перерви, 2010 року, очоливши тренерський штаб «Йокогама Ф. Марінос», у якому пропрацював протягом двох років.